# Alur Baning
Alur Baning is een bestuurslaag in het regentschap Aceh Tenggara van de provincie Atjeh, Indonesië. Alur Baning telt 351 inwoners (volkstelling 2010).